# Crookston (Nebraska)
Crookston – wieś w Stanach Zjednoczonych, w stanie Nebraska, w hrabstwie Cherry.